# Aeroporto de Samedan
46° 32′ 02″ N, 9° 53′ 02″ L
O Aeroporto de Samedan (código IATA: SMV, ICAO LSZS), também conhecido como Aeroporto da Engadina, é um aeroporto regional, localizado na comuna de Samedan, no vale da Engadina, cantão de Grisões, Suíça e está localizado a 5 km de Sankt-Moritz.

## Operações
Localizado uma altitude de 1.707 metros (5.600 pés), é um dos aeroportos mais altos da Europa (após Courchevel ). Também é considerado um dos aeroportos mais difíceis do mundo, devido à sua topografia e aos ventos.